# Spoorlijn 11A
Spoorlijn 11A is een Belgische industrielijn in de Haven van Antwerpen. Ze loopt vanaf de aftakking Stabroek van spoorlijn 11 naar de Bundel Zandvliet in het noorden van de haven.
De maximumsnelheid bedraagt 60 km/u.

## Aansluitingen
In de volgende plaatsen is of was er een aansluiting op de volgende spoorlijnen:
Y Stabroek
Spoorlijn 11 tussen Y Schijn en Bundel Noordland
Y Berendrecht
Spoorlijn 226 tussen Bundel Berendrecht en Y Berendrecht